# Hemerobius versicolor
Hemerobius versicolor is een insect uit de familie van de bruine gaasvliegen (Hemerobiidae), die tot de orde netvleugeligen (Neuroptera) behoort. 
Hemerobius versicolor is voor het eerst wetenschappelijk beschreven door Gmelin in 1790.